# Ālbū Savāţ
Ālbū Savāţ (persiska: Shaţţ-e ‘Attābīyeh, البو سواط, Ālbū Soveyţ) är en ort i Iran.   Den ligger i provinsen Khuzestan, i den västra delen av landet, 600 km sydväst om huvudstaden Teheran. Ālbū Savāţ ligger 13 meter över havet och antalet invånare är 194.
Terrängen runt Ālbū Savāţ är mycket platt. Runt Ālbū Savāţ är det ganska tätbefolkat, med 58 invånare per kvadratkilometer. Närmaste större samhälle är Hoveyzeh, 7,9 km nordväst om Ālbū Savāţ. Trakten runt Ālbū Savāţ är ofruktbar med lite eller ingen växtlighet.